# Le Mesnil-Gilbert
Le Mesnil-Gilbert är en kommun i departementet Manche i regionen Normandie i norra Frankrike. Kommunen ligger i kantonen Saint-Pois som tillhör arrondissementet Avranches. År 2022 hade Le Mesnil-Gilbert 142 invånare.

## Befolkningsutveckling
Antalet invånare i kommunen Le Mesnil-Gilbert
| Referens: INSEE |